# Bahamas International 1975
Il Bahamas International 1975  è stato un torneo di tennis giocato sul cemento. È stata la 1ª edizione del Bahamas International, che fa parte del Commercial Union Assurance Grand Prix 1975. Si è giocato a Freeport nelle Bahamas, dal 14 al 19 gennaio 1975.

## Campioni

### Singolare
Jimmy Connors ha battuto in finale  Karl Meiler con il punteggio di 6–0 6–2

### Doppio
- Doppio non disputato